# Nationalgalerie
De Nationalgalerie is de kunstcollectie van negentiende-, twintigste- en eenentwintigste-eeuwse kunst in Berlijn en maakt deel uit van de in 1861 opgerichte Staatliche Museen zu Berlin van de Stichting Pruisisch Cultuurbezit. De collectie werd in 1876 gehuisvest in het destijds nieuwe gebouw, de Nationalgalerie (thans de Alte Nationalgalerie genaamd).

## Geschiedenis
De collectie moderne kunst werd door voortdurende aankopen en schenkingen in de loop der tijd steeds verder uitgebreid , zodat in 1919 een nieuwe locatie werd betrokken, de Galerie für moderne Kunst in het Kronprinzenpalais. In 1937 werden zo'n 500 kunstwerken, die deel uitmaakten van deze collectie  als Entartete Kunst in beslag genomen. Tijdens de Tweede Wereldoorlog werd de verzameling uit voorzorg elders opgeslagen. Het gebouw werd tijdens de bombardementen totaal vernield. Na de oorlog werd één deel der collectie getoond in de herbouwde Nationalgalerie op het Museumsinsel. Het andere deel, dat zich in West-Berlijn bevond, werd vanaf 1968 in de nieuwgebouwde Neue Nationalgalerie, dat deel uitmaakte van het Kulturforum, tentoongesteld .

## De Collectie
Na de Duitse hereniging werd ook de gedeelde collectie moderne kunst van de Nationalgalerie weer verenigd. Op grond van de omvang van de collectie is de verzameling thans verdeeld over vijf locaties:
- Alte Nationalgalerie: kunst van de negentiende eeuw
- Neue Nationalgalerie: kunst van de twintigste eeuw (van klassiek modern tot kunst van de zestiger jaren)
- Hamburger Bahnhof - Museum für Gegenwart: hedendaagse kunst
- Museum Berggruen: collectie Heinz Berggruen, een kunstverzameling met werken van Pablo Picasso en andere kunstenaars der klassiek-modernen (Stülerbau-West).
- Sammlung Scharf-Gerstenberg: de collectie surrealistische kunst (Stülerbau-Ost).

De beeldenverzameling van de vroege negentiende eeuw bevindt zich in de Friedrichswerdersche Kirche. Een deel der collectie, bijvoorbeeld de verzameling DDR-kunst van de Nationalgalerie bevindt zich door plaatsgebrek nog in de depots.

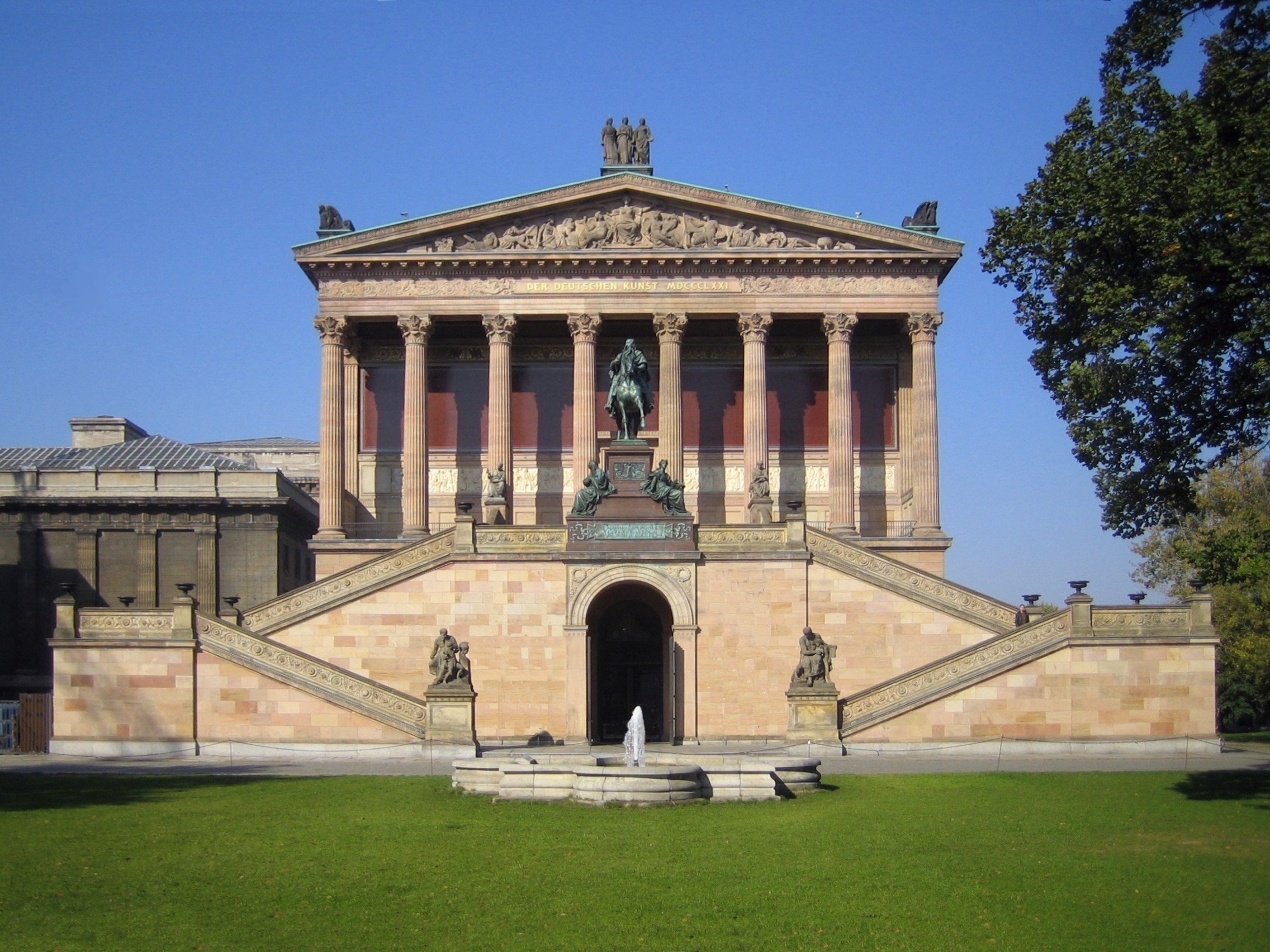
Alte Nationalgalerie
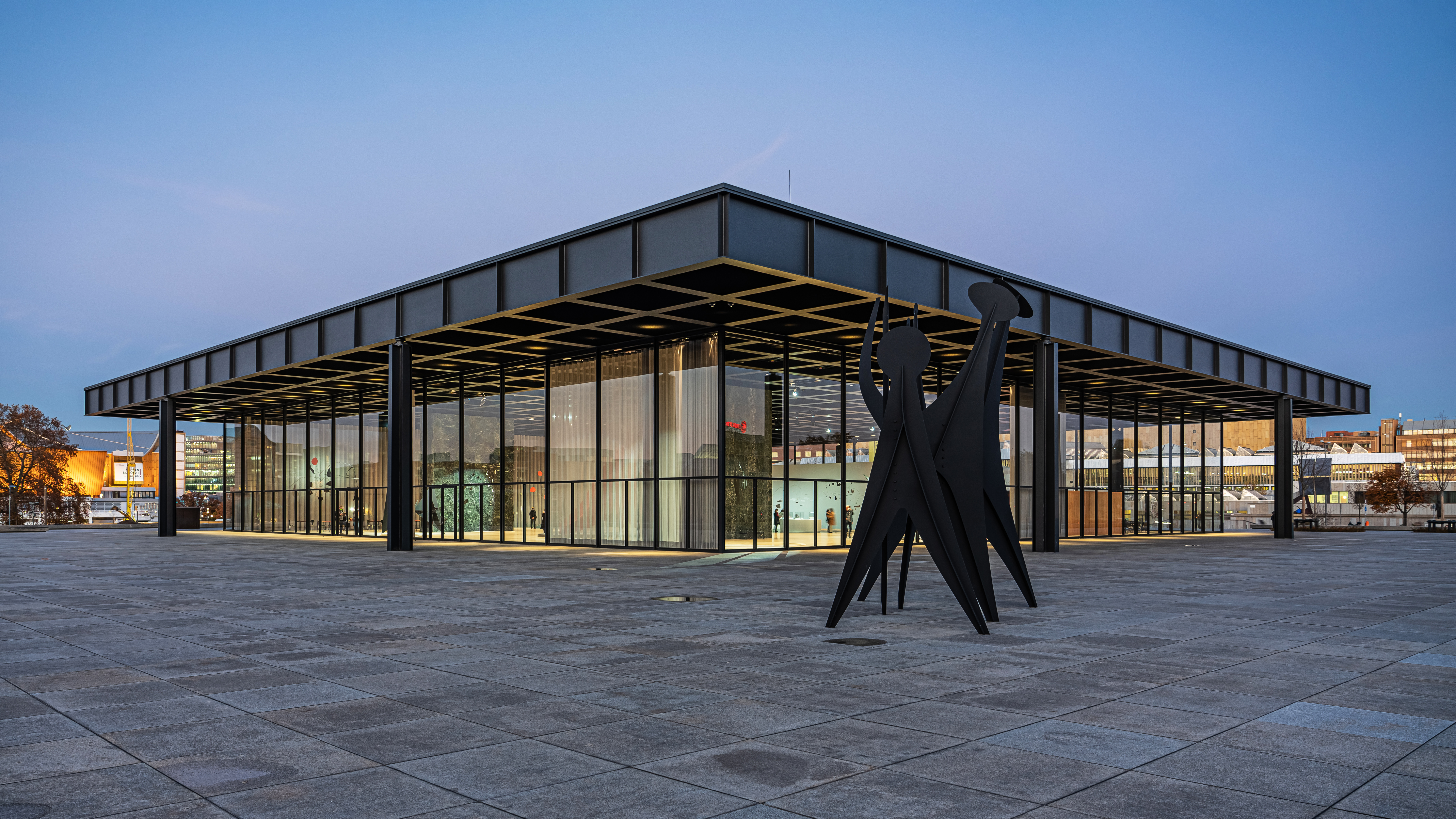
Neue Nationalgalerie
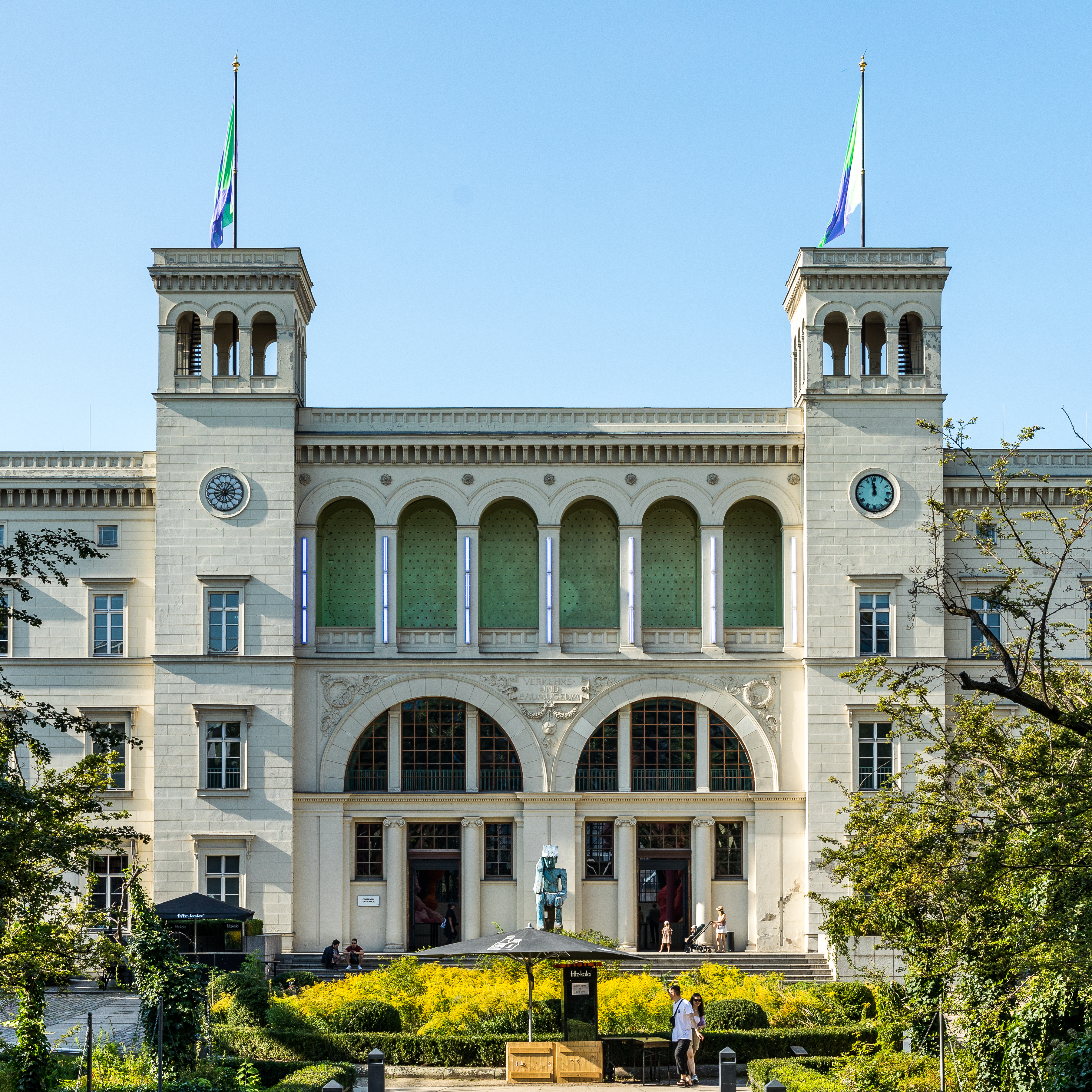
Hamburger Bahnhof
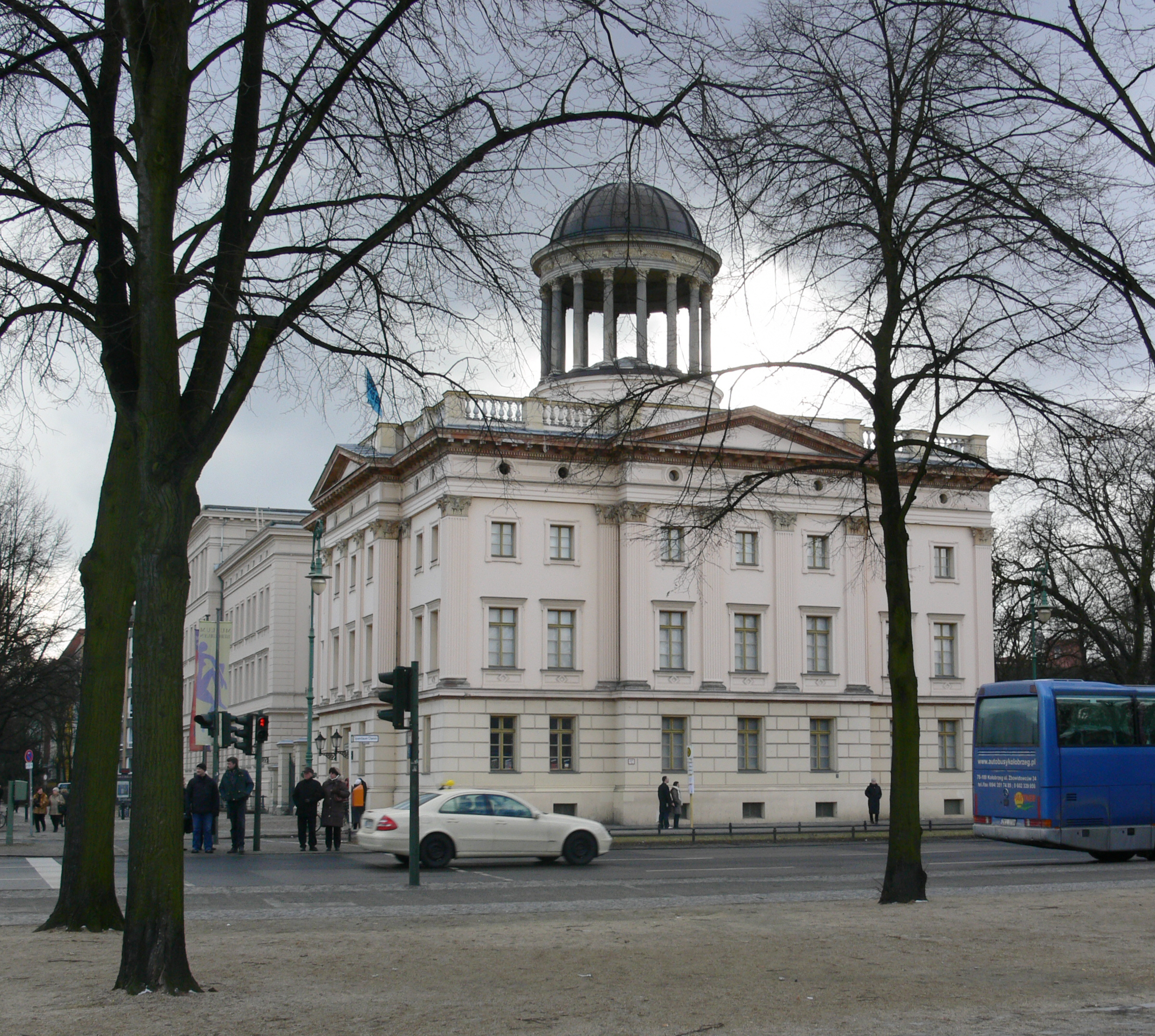
Stülerbau-West: Museum Berggruen
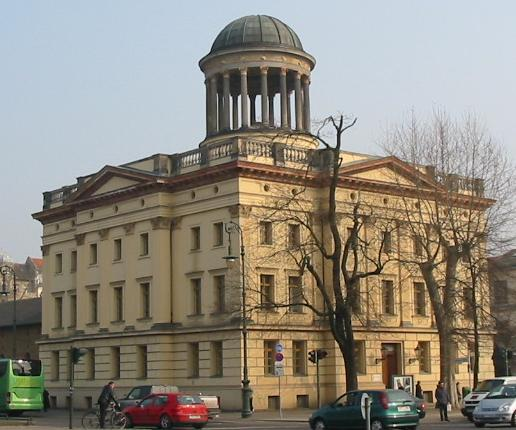
Stülerbau-Ost: Sammlung Scharf-Gerstenberg
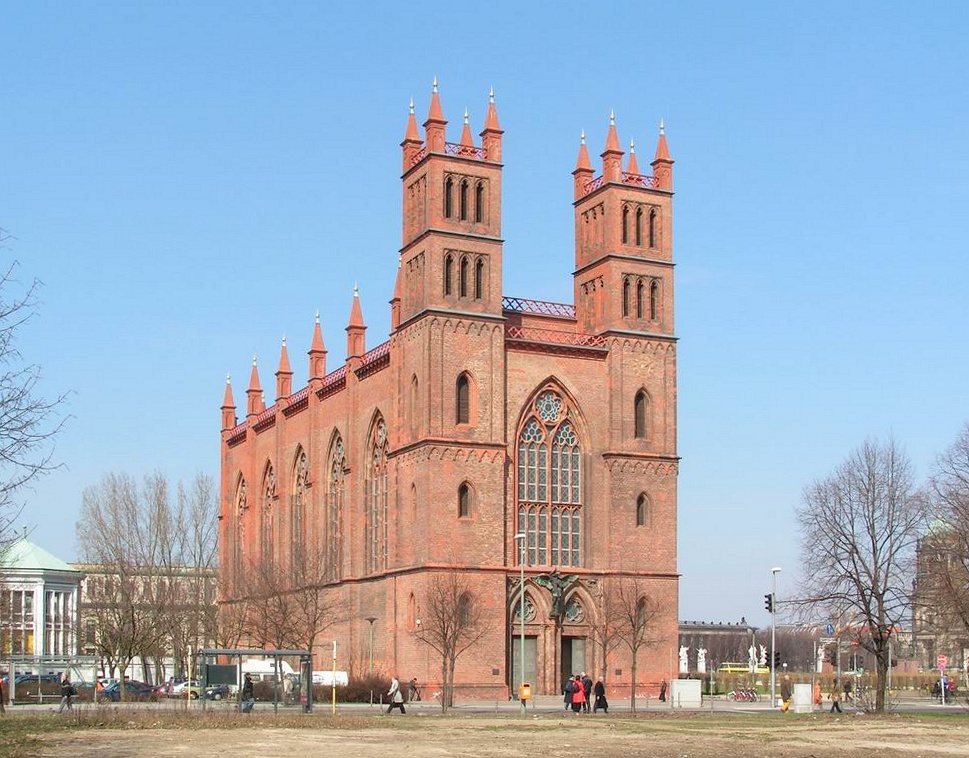
Friedrichswerdersche Kirche